# Challenge Paul Roca
Vous êtes invité à donner votre avis sur cette page de discussion, de manière argumentée en vous aidant notamment des critères d’admissibilité ou en présentant des sources extérieures et sérieuses.  
Après avoir apposé le modèle {{Admissibilité}} sur une page, suivez les étapes expliquées sur Wikipédia:Débat d'admissibilité/Aide :
| 1. | Créez la page de débat d'admissibilité.                                                                      | Sauvegardez d’abord la page pour l’initialiser puis indiquez votre motivation.             |
| 2. | Important : ajoutez une entrée dans la section Débat d'admissibilité du jour.                                | Utilisez ce texte : *{{L\|Challenge Paul Roca}}                                            |
| 3. | Pensez à informer les contributeurs principaux de la page et les projets associés lorsque cela est possible. | Utilisez ce texte : {{subst:Avertissement débat d'admissibilité\|Challenge Paul Roca}}~~~~ |

Le challenge Paul Roca est une compétition de rugby à XV se déroulant durant les saisons 1951-1952 et 1952-1953. Il a été organisé par l’AS Béziers en hommage au joueur éponyme et capitaine ayant perdu la vie en sauvant, de la noyade, un de ses élèves en juin 1950.
Le challenge fut remporté par le SC Mazamet en 1952 ainsi que l’USA Perpignan et l’AS Béziers, après un match nul en finale, en 1953.
La compétition démarre lors de la saison 1951-1952. La Coupe de France fut supprimée par la FFR et relance le Challenge Yves-du-Manoir qui la substitue. Cependant, le Racing CF n'invite que 3 clubs et 9 clubs l'année d'après. Dès lors, nombreux sont les clubs, durant cette période, qui s'invitent dans des compétitions amicales.

## Challenge Paul Roca 1951-1952
Pour cette édition 1951-1952, Béziers invite 8 clubs : 
- Castres olympique
- SC Mazamet
- Stade toulousain
- RC Narbonne
- RC Toulon
- USA Perpignan
- US Carmaux
- US Montauban

Ces clubs s’affrontent lors d’un championnat amical de match en aller/retour. Le premier du classement lors de la dernière journée est déclaré vainqueur du challenge. Cependant, lors de cette édition, tous les matchs ne se sont pas joués suite à des reports non joués.
La nouvelle compétition commence officieusement le 16 septembre 1951 et se termine officiellement le 25 mai 1952 sur un match amical du champion contre une sélection des joueurs de la saison.

### Classement final
Le barème d'attribution de points est le suivant : victoire = 3 points, nul = 2 points, défaite = 1 point.
| no | Club              | Pts | J  | V  | N | D  | Pm. | Pe. | Diff. |
| -- | ----------------- | --- | -- | -- | - | -- | --- | --- | ----- |
| 1  | SC Mazamet        | 38  | 16 | 10 | 2 | 4  | 208 | 109 | 99    |
| 2  | AS Béziers        | 34  | 15 | 9  | 2 | 3  | 98  | 64  | 34    |
| 3  | RC Narbonne       | 33  | 15 | 9  | 1 | 4  | 141 | 123 | 18    |
| 4  | USA Perpignan     | 26  | 14 | 6  | 1 | 4  | 146 | 104 | 42    |
| 5  | Castres olympique | 24  | 14 | 5  | 1 | 8  | 117 | 142 | -25   |
| 6  | Stade toulousain  | 24  | 14 | 4  | 2 | 8  | 119 | 158 | -39   |
| 7  | US Carmaux        | 23  | 14 | 4  | 4 | 5  | 117 | 134 | -17   |
| 8  | RC Toulon         | 22  | 16 | 3  | 3 | 10 | 107 | 165 | -58   |
| 9  | US Montauban      | 17  | 14 | 1  | 1 | 12 | 80  | 170 | -90   |

### Les matchs
Le 25 mai 1952, à Béziers, le SC Mazamet se voit remettre le trophée du Challenge Roca après avoir déposé une gerbe sur la tombe de Paul Roca. Enfin, pour clôturer officiellement cette édition, une sélection des meilleurs joueurs du Roca affronte le SC Mazamet.
Par ailleurs, c'est à cette même moment que les présidents des clubs participants décident de maintenir le challenge.
| Date        | Club (domicile)   | Score   | Club (extérieur) | Lieu                                   |
| ----------- | ----------------- | ------- | ---------------- | -------------------------------------- |
| 25 mai 1952 | Sélection du Roca | 20 - 17 | SC Mazamet       | Parc des sports de Sauclières, Béziers |

## Challenge Paul Roca 1952-1953
Lors de cette dernière édition du challenge, la compétition est reformulée afin de pouvoir réaliser tous les matchs. Il s'agit de 2 poules de 5 clubs qui verra les premiers et seconds s'affronter en demi-finales puis en finale. Le SC Albi est invité pour la dernière édition en prime des participants de l'année précédente.
La répartition des poules est : 
- Poule A : Stade toulousain, SC Albi, SC Mazamet, RC Narbonne, RC Toulon.
- Poule B : AS Béziers, Castres olympique, USA Perpignan, US Carmaux, US Montauban.

Le Roca 1952-1953 débute le 28 septembre 1952 et se termine par la finale du 12 avril 1953.

### Phase de poules
La phase de poules, quant à elle, s'étend du 28 septembre 1952 au 29 mars 1953.
Le barème d'attribution de points est le suivant : victoire = 3 points, nul = 2 points, défaite = 1 point.

#### Poule A
| no | Club             | Pts | J | V | N | D | Pm. | Pc. | Diff. |
| -- | ---------------- | --- | - | - | - | - | --- | --- | ----- |
| 1  | SC Mazamet T     | 19  | 8 | 5 | 1 | 2 | 75  | 38  | 37    |
| 2  | RC Narbonne      | 19  | 8 | 5 | 1 | 2 | 84  | 51  | 33    |
| 3  | Stade toulousain | 18  | 8 | 5 | 0 | 3 | 82  | 40  | 42    |
| 4  | SC Albi          | 13  | 8 | 2 | 1 | 5 | 26  | 97  | -71   |
| 5  | RC Toulon        | 11  | 8 | 1 | 1 | 6 | 48  | 89  | -41   |

#### Poule B
| no | Club              | Pts | J | V | N | D | Pm. | Pc. | Diff. |
| -- | ----------------- | --- | - | - | - | - | --- | --- | ----- |
| 1  | AS Béziers        | 20  | 8 | 6 | 0 | 2 | 80  | 42  | 38    |
| 2  | USA Perpignan     | 19  | 8 | 5 | 1 | 2 | 103 | 49  | 54    |
| 3  | US Montuban       | 17  | 8 | 4 | 1 | 3 | 59  | 57  | 2     |
| 4  | US Carmaux        | 12  | 8 | 2 | 1 | 4 | 51  | 93  | -42   |
| 5  | Castres olympique | 11  | 8 | 1 | 1 | 6 | 33  | 85  | -52   |

### Phase finale
La phase finale se déroule entre le 5 et 12 avril 1953 sur terrain neutre. Les leaders des poules s'affrontent entre eux et idem pour les dauphins.
|  | Demi-finales                                    | Demi-finales                                |            |   | Finale                                    | Finale                                    |
|  | Demi-finales                                    | Demi-finales                                |            |   | Finale                                    | Finale                                    |
|  |                                                 |                                             |            |   |                                           |                                           |
|  | 5 avril 1953 au Stade Aimé-Giral, Perpignan     | 5 avril 1953 au Stade Aimé-Giral, Perpignan |            |   | 12 avril 1953 au Stade Cassayet, Narbonne | 12 avril 1953 au Stade Cassayet, Narbonne |
|  | 5 avril 1953 au Stade Aimé-Giral, Perpignan     | 5 avril 1953 au Stade Aimé-Giral, Perpignan |            |   | 12 avril 1953 au Stade Cassayet, Narbonne | 12 avril 1953 au Stade Cassayet, Narbonne |
|  | SC Mazamet T                                    | 6                                           |            |   | 12 avril 1953 au Stade Cassayet, Narbonne | 12 avril 1953 au Stade Cassayet, Narbonne |
|  | SC Mazamet T                                    | 6                                           |            |   | 12 avril 1953 au Stade Cassayet, Narbonne | 12 avril 1953 au Stade Cassayet, Narbonne |
|  | AS Béziers                                      | 8                                           |            |   | 12 avril 1953 au Stade Cassayet, Narbonne | 12 avril 1953 au Stade Cassayet, Narbonne |
|  | AS Béziers                                      | 8                                           | AS Béziers | 3 |                                           |                                           |
|  | 5 avril 1953 au Stade de la Chevalière, Mazamet |                                             | AS Béziers | 3 |                                           |                                           |
|  |                                                 | USA Perpignan                               | 3          |   |                                           |                                           |
|  | RC Narbonne                                     | USA Perpignan                               | 3          | 3 |                                           |                                           |
|  | RC Narbonne                                     |                                             |            | 3 |                                           |                                           |
|  | USA Perpignan                                   | 19                                          |            |   |                                           |                                           |
|  | USA Perpignan                                   | 19                                          |            |   |                                           |                                           |

L'AS Béziers et l'USA Perpignan concluent la finale sur un score vierge. Les deux équipes, ayant marqué un essai chacun, ne peuvent être départagés par le bénéfice de ce dernier. Il est impossible de rejouer la finale à cause de la phase finale du championnat.
Ainsi, les deux équipes sont désignées vainqueurs du Challenge.
Lors de la finale, l'arbitre M. Rivière fut pris à partie par deux joueurs biterrois au moment de l'essai de Joseph Galy en fin de match. On note même que l'arbitre ait « reçut même un coup sur la lèvre supérieure».
Le challenge Roca n'est pas prolongé car l'édition 1953-1954 du Yves-du-Manoir change sa formule et invite 24 clubs devenant la seconde compétition officielle après le Championnat en France.